# Fort du Réduit
 (février 2017).
Si vous disposez d'ouvrages ou d'articles de référence ou si vous connaissez des sites web de qualité traitant du thème abordé ici, merci de compléter l'article en donnant les références utiles à sa vérifiabilité et en les liant à la section « Notes et références ».
Ne doit pas être confondu avec Fort du Réduit (Lille).
Le fort du Réduit, aujourd'hui place du Réduit, était un ouvrage fortifié situé à Bayonne, dans le département français des Pyrénées-Atlantiques.

## Historique
Le réduit est dessiné par Vauban en 1680 et construit à la fin du XVIIe siècle — tout comme la citadelle de Bayonne —, à la demande de Louis XIV qui désire alors fortifier la ville de Bayonne. La porte de France, de style classique, est achevée vers 1760. 
Un premier niveau offre des colonnes antiques à pilastres, au second niveau, une niche abrite la statue de Louis XV jusqu'en 1789. Le président de la République Armand Fallières approuve la loi de déclassement de la place forte en juin 1907. 
La municipalité de Léo Pouzac se félicite de la destruction du Réduit car la circulation bayonnaise se trouverait ainsi considérablement améliorée. La porte de France est démontée en 1907, les pierres de l'édifice servent à surélever l'esplanade sur laquelle est érigée la statue du cardinal Lavigerie en juillet 1909. 
Le 12 février 1937, l'échauguette s'effondre dans les flots de l'Adour.

### XXIesiècle
En 2006, l'échauguette effondrée en 1937, a été restaurée. Une partie de la porte du Réduit a été réinstallée à la Poterne en 1993. Les parties subsistantes sont inscrites au titre des monuments historiques en 2013.

Place du Réduit aujourd'hui